# Законодательное собрание Владимирской области
Законодательное собрание Владимирской области (Заксобрание, ЗС, ЗС ВО) — законодательный (представительный) однопалатный орган государственной власти Владимирской области, является постоянно действующим высшим и единственным органом законодательной власти области.

## История
Ныне действующий парламентский орган Владимирской области, тогда под названием Областная Дума Владимирской области, был образован в марте 1994 года.
Выборы в Областную Думу I созыва состоялись 27 марта 1994 года. Было избрано 20 депутатов. Срок полномочий Облдумы I созыва заканчивался в декабре 1996 года. Первое пленарное заседание Облдумы состоялось 11 апреля 1994 года. На нём было принято решение о смене наименовании представительного органа области на Законодательное собрание Владимирской области, избраны председатель и его заместитель, образованы постоянно действующие комитеты. Председателем Заксобрания был избран Николай Виноградов (КПРФ). Первому созыву ЗС пришлось с нуля нарабатывать законодательную базу по представительным органам местного самоуправления. Среди прочего, Заксобрание первого созыва начало процесс разработки и принятия уставов муниципальных образований региона, началась работа над проектом Устава Владимирской области.
Выборы в Законодательное Собрание II созыва состоялись 8 декабря 1996 года. Депутаты были избраны на срок до декабря 2000 года. Председателем Заксобрании был избран Виталий Котов. Депутатами второго созыва был принят закон «О бюджетном устройстве и бюджетном процессе Владимирской области», образована Счётная палата.
Заксобрание III созыва было избрано в декабре 2000 года. Был увеличен депутатский корпус до 37 человек. Председателем органа парламентской власти был избран Анатолий Бобров (КПРФ). Законодательным собранием третьего созыва был принят Устав — Основной Закон Владимирской области. В соответствии с Уставом были приняты основные документы, регламентирующие деятельность Заксобрания, губернатора и администрации области. Согласно Уставу Владимирской области, в составе Законодательного собрания стало уже на одного депутата больше — 38. 19 из них избирались по единому избирательному округу пропорционально числу голосов, поданных за списки кандидатов в депутаты, выдвинутых избирательными объединениями/блоками, а 19 — по одномандатным избирательным округам.
Законодательное собрание IV созыва было избрано на выборах в марте 2005 года. Председателем Заксобрания Владимирской области был вновь переизбран Анатолий Бобров от КПРФ.
Депутатский корпус Законодательного Собрания V созыва был избран в 2009 году и состоял из 38 депутатов. 19 депутатов были избраны по одномандатным округам, 19 — по спискам политических партий. В Заксобрании работало четыре фракции: «Единая Россия» (27 депутатов), КПРФ (7 депутатов), ЛДПР (1 депутат), Справедливая Россия (1 депутат). На постоянной профессиональной основе свои полномочия осуществляло 10 депутатов. В состав представительного органа власти области в этот период входило большое число предпринимателей. Председателем Заксобрания Владимирской области V созыва на первом заседании новоизбранного парламента 18 марта 2009 года избран депутат «Единой России» Владимир Киселёв.
Выборы в Заксобрание VI созыва были проведены в единый день голосования 8 сентября 2013 года. Численный состав депутатов остался прежним — 38 человек. Половина из них была избрана по одномандатным округам, а половина — по партийным спискам. В парламенте Владимирской области шестого созыва было представлено четыре фракции — «Единая Россия» (32 депутата), КПРФ (3 депутата), ЛДПР (2 депутата) и «Справедливая Россия» (1 депутат). Председателем областного парламента был переизбран Владимир Киселёв. За 5 лет работы Заксобрания шестого созыва были приняты законы для развития экономики и социальной сферы, в поддержку предпринимательства и на привлечение инвестиций в промышленность. В практику вошли регулярные выездные заседания Заксобрания в районы области. Они проходили при участии представителей местной общественности и муниципальных депутатов. Еще одной новацией этого периода работы Заксобрания стало создание при Законодательном Собрании Молодёжной думы, где молодые активисты готовились к работе в органах государственной власти.
Нынешний депутатский состав Законодательного собрания Владимирской области был избран в единый день голосования 9 сентября 2018 года. Председателем Заксобрания на его первом заседании 28 сентября 2018 года был переизбран Владимир Киселёв. Среди 38 депутатов состояло 23 депутата от «Единой России», 7 — от КПРФ, 4 — от ЛДПР, 3 — от «Справедливой России» и один представитель Коммунистической партии социальной справедливости (ныне Российская партия свободы и справедливости).
Законодательное Собрание Владимирской области имеет своего представителя в Совете Федерации. Он участвует в голосовании по вопросам, которые рассматривает Совфед, комитет или комиссия, где он состоит, также участвует в работе согласительных комиссий. Представитель принимает участие в работе Законодательного Собрания не реже четырёх раз в год и докладывает о своей деятельности на заседаниях.

## Полномочия Законодательного Собрания Владимирской области
- принимает Устав области и поправки к нему
- осуществляет законодательное регулирование по предметам ведения субъекта Российской Федерации и предметам совместного ведения Российской Федерации и субъектов Российской Федерации в пределах полномочий субъекта Российской Федерации
- наделяет гражданина Российской Федерации по представлению Президента Российской Федерации полномочиями губернатора

## Действующий состав (VII созыв)

### Председатель
- Ольга Хохлова (ЕР)

### Депутаты — заместители председателя
- Роман Кавинов (Единая Россия);
- Роман Кавинов («Единая Россия»);
- Вячеслав Картухин («Единая Россия»);
- Дмитрий Рожков («Единая Россия»).

### Депутатский корпус
- Аристархов Олег Александрович (Единая Россия)
- Антов Павел Генрихович («Единая Россия»)
- Бирюков Сергей Евгеньевич (СР)
- Гаврилова Инна Евгеньевна («Единая Россия»)
- Гаврилова Лариса Александровна («Единая Россия»)
- Дюженков Александр Витальевич («Единая Россия»)
- Кавинов Роман Валерьевич («Единая Россия»)
- Картухин Вячеслав Юрьевич («Единая Россия»)
- Кирюхина Ирина Михайловна («Единая Россия»)
- Клюев Антон Вячеславович (КПРФ)
- Корнишов Сергей Викторович (ЛДПР)
- Кочеляева Анна Юрьевна («Единая Россия»)
- Лаврищева Елена Евгеньевна («Единая Россия»)
- Лашманов Игорь Викторович(«Единая Россия»)
- Максюков Михаил Юрьевич («Единая Россия»)
- Нефёдов Александр Валерьянович («Единая Россия»)
- Рожков Дмитрий Анатольевич («Единая Россия»)
- Русаковский Алексей Михайлович («Единая Россия»)
- Сидорко Антон Сергеевич (КПРФ)
- Смирнов Пётр Анатольевич («Единая Россия»)
- Фатеев Андрей Викторович («Единая Россия»)
- Фёдоров Юрий Матвеевич («Единая Россия»)
- Филимонова Наталья Сергеевна («Единая Россия»)
- Цыганский Александр Васильевич («Единая Россия»)
- Чижов Олег Александрович («Единая Россия»)
- Шатохин Павел Михайлович («Единая Россия»)

### Представитель в Совете Федерации
- Владимир Николаевич Киселëв

## Комитеты
- Комитет по аграрной политике, природопользованию и экологии
- Комитет по бюджетной и налоговой политике
- Комитет по вопросам государственного устройства, правопорядка и местного самоуправления
- Комитет по вопросам жилищно-коммунального хозяйства, строительства, транспорта, связи и дорожного хозяйства
- Комитет по вопросам здравоохранения, демографии, материнства и детства
- Комитет по вопросам образования, науки, культуры, туризма, спорта, делам молодёжи и средствам массовой информации
- Комитет по вопросам труда, социальной защиты населения, делам ветеранов и инвалидов
- Комитет по имущественным и земельным отношениям
- Комитет по промышленной политике, инвестициям, инновациям, малому и среднему бизнесу и стратегическому планированию

### Комитет по бюджетной и налоговой политике
К компетенции комитета относятся вопросы в сфере налоговой и бюджетной политики Владимирской области. Члены комитета рассматривают проект закона об областном бюджете на очередной финансовый год и выносят его на рассмотрение Законодательного Собрания, участвуют в разработке законодательных актов по направлениям своей деятельности, рассматривают вопросы, связанные с осуществлением финансового контроля за исполнением областного бюджета. Также к компетенции комитета относятся вопросы, связанные с установлением ставок региональных налогов и сборов, порядком и сроками их уплаты, а также определением льгот по налогам и сборам в соответствии с действующим законодательством. Комитет разрабатывает и вносит на рассмотрение Законодательного Собрания проекты правовых актов по вопросам бюджетной и налоговой политики, анализирует предложения, поступившие от органов местного самоуправления, организаций и физических лиц по бюджетному и налоговому законодательству, а также вопросам бюджетной и налоговой политики, оказывает методическую помощь органам местного самоуправления.

### Комитет по экономической политике и собственности
Комитет рассматривает вносимые в Законодательное Собрание области проекты законов и других нормативных правовых актов по вопросам собственности и вопросам, связанным с повышением эффективности работы в сфере промышленности, строительства, транспорта, связи, энергетики, жилищно-коммунального хозяйства, торговли, предпринимательства, внешнеэкономической деятельности и др. Рассматривает областные целевые программы и программы социально-экономического развития области, областную адресную инвестиционную программу, дополнения и изменения к ним по вопросам, входящим в компетенцию комитета.

### Комитет по земельной и аграрной политике, природопользованию и экологии
Разрабатывает и предварительно рассматривает проекты нормативных правовых актов Законодательного Собрания по вопросам земельных отношений, аграрной политики, природопользования, экологии. Вносит предложения по упорядочиванию земельных отношений, обеспечению продовольственной безопасности области. Изучает проблемы экологии и природопользования на территории региона. Взаимодействует в этих вопросах с природоохранными органами и объединениями области. Разрабатывает законопроекты в сфере регулирования земельных правоотношений, устанавливающие порядок управления и распоряжения земельными участками, находящимися в собственности области. Разрабатывает проекты областных законов, устанавливающих административную ответственность граждан и должностных лиц за нарушение правил землепользования и застройки территорий, административные правонарушения в сельском хозяйстве, в сфере природопользования и экологии.

### Комитет по законодательным предложениям и законности
Комитет анализирует федеральное законодательство и при необходимости готовит к рассмотрению Законодательным Собранием области законодательные инициативы в Государственную Думу Федерального Собрания Российской Федерации. Готовит проекты нормативных правовых актов Владимирской области по вопросам совершенствования избирательного законодательства Владимирской области; устанавливает правовые основы назначения и организации деятельности мировых судей; регулирует проблемы административного законодательства во Владимирской области; взаимодействует с органами местного самоуправления, правоохранительными органами, руководителями предприятий и учреждений области во вопросам укрепления законности, правопорядка и усиления борьбы с преступностью.

### Комитет по вопросам труда, социальной защиты населения и делам ветеранов
Комитет рассматривает вопросы, касающиеся социальной защиты населения, оплаты труда и трудовых отношений, пенсионного обеспечения, поддержки ветеранов, инвалидов, переселенцев, беженцев, людей, пострадавших от политических репрессий, ликвидаторов последствий Чернобыльской аварии, социального страхования, жилищной сферы. Содействует организации деятельности общественных и государственных фондов по направлениям ведения комитета. Готовит проекты постановлений по этим вопросам. Предварительно рассматривает проекты правовых актов, находящихся в ведении комитета, готовит их к рассмотрению Законодательным Собранием. Депутаты комитета рассматривают и вносят предложения по расходной части бюджета, участвуют в разработке концепции социальной политики во Владимирской области.

### Комитет по вопросам здравоохранения, образования, науки, культуры, спорта, туризма, средствам массовой информации, делам семьи и молодёжи
К компетенции комитета относятся вопросы в сфере здравоохранения, образования, науки, культуры, религиозных и общественных объединений, спорта, туризма, средств массовой информации, семьи, демографии, молодёжи, охраны и использования историко-культурного наследия. Члены комитета участвуют в разработке законодательных актов по направлениям своей деятельности, контролируют выполнение принятых Законодательным Собранием законов, обсуждают федеральные законопроекты. Участвуют в подготовке расходной части бюджета области и контролируют его исполнение по соответствующим статьям. Вопросы, связанные с бюджетом областного фонда обязательного медицинского страхования, также в сфере ведения комитета. При комитете создан и работает консультативный совет. В состав совета входят депутаты, представители администрации Владимирской области, члены общественных, некоммерческих и других организаций. Члены консультативного совета привлекаются к решению наиболее острых вопросов социального развития области — оказывают консультативную помощь при разработке законопроектов, анализируют действующее законодательство, готовят рекомендации и предложения по направлениям деятельности комитета, участвуют в семинарах и совещаниях по проблемным вопросам.

### Комитет по вопросам государственного устройства и местного самоуправления
Комитет готовит проекты нормативных правовых актов, способствующих проведению реформы развития местного самоуправления. Разрабатывает нормативные правовые акты по вопросам административно-территориального устройства области и порядка его изменения, установления и изменения границ муниципальных образований области, преобразования муниципальных образований, организации системы органов государственной власти. Разрабатывает законодательные инициативы в части регулирования взаимоотношений между органами государственной власти и органами местного самоуправления.

## Фракции
По состоянию на 12 сентября 2023 года:
| Фракция             | Руководитель               | Кол-во депутатов |
| ------------------- | -------------------------- | ---------------- |
| Единая Россия       | Картухин Вячеслав Юрьевич  | 35               |
| КПРФ                | Сидорко Антон Сергеевич    | 2                |
| ЛДПР                | Корнишов Сергей Викторович | 1                |
| Справедливая Россия | Бирюков Сергей Евгеньевич  | 1                |
| КПСС                | Владимир Трошин            | 1                |

## Молодёжная дума при Законодательном собрании Владимирской области[2]
Молодёжная дума при Законодательном Собрании Владимирской области — состоит из представителей молодёжи Владимирской области, совещательный и консультативный орган при Законодательном Собрании Владимирской области. Молодёжная дума осуществляет свою деятельность на общественных началах в соответствии с Положением и Регламентом Молодёжной думы. Молодёжная дума создана для обсуждения проектов законов в области реализации и защиты прав, свобод и законных интересов молодёжи и решения иных вопросов, отнесённых к ведению Молодёжной думы.
В составе Молодёжной Думы Владимирской области — 38 депутатов, избираемых в два этапа: онлайн-голосование на сайте ЗС и очный отбор специальной комиссией.
Цели Молодёжной Думы: 1) содействие Законодательному Собранию в сфере законодательного регулирования прав и законных интересов молодёжи; 2) осуществление общественного контроля за реализацией законодательства в области защиты прав и законных интересов молодёжи на территории Владимирской области; 3) консолидация общественных и других молодёжных организаций и объединений для представления их интересов.
На данный момент действует 6 созыв Молодёжной думы Владимирской области (2022—2024). Состав созыва утверждён постановлением Законодательного собрания Владимирской области № 94 от 18.04.2022 года «Об утверждении численного и персонального состава Молодёжной думы шестого созыва при Законодательном Собрании Владимирской области».
Члены Совета Молодёжной думы VI созыва при Законодательном Собрании Владимирской области:
- Председатель Молодёжной думы Быстров Максим Викторович;
- Первый заместитель председателя Черняев Павел Вячеславович;
- Заместитель председателя по организационным вопросам Прохоров Андрей Евгеньевич;
- Заместитель председателя по законотворческой деятельности Долинская Любовь Андреевна;
- И.о. ответственного секретаря Лаврова Александра Андреевна;
- Пресс-секретарь Коробова Дарья Васильевна;
- И.о. председателя комитета по культуре, СМИ и организации массовых мероприятий Лебедев Михаил Олегович;
- И.о. председателя комитета по социальным вопросам и добровольчеству Богданов Иван Максимович;
- Председатель комитета по экономическим вопросам и молодёжному предпринимательству Шишков Кирилл Валерьевич;
- И.о. Председателя комитета по образованию и науке Алексеева Анна Алексеевна;
- И.о. Председателя комитета по здравоохранению, спорту, туризму и экологии Вершинин Владислав Ильич;

Представитель в Молодёжном парламенте при Государственной думе
- Юрманова Полина Андреевна